# Deltaproteobacteria
Die Deltaproteobacteria (auch δ-Proteobacteria) bilden eine Klasse des Phylums (Stamm) der Pseudomonadota (Proteobakterien) im phylogenetischen System der Bakterien, das auf der Grundlage der Basensequenz der ribosomalen 16S-Ribonucleinsäure aufgestellt wurde.

## Physiologie und Ökologie
Im Vergleich zu anderen Klassen der Pseudomonadota sind die δ-Proteobacteria physiologisch eher homogen: So gehören beinahe alle sulfatreduzierenden Bakterien in diese Gruppe. Viele Vertreter sind deshalb auch ohne Sauerstoff lebensfähig und vor allem im Sediment von Seen, im Meeresboden oder in Sümpfen und Mooren verbreitet. Der klassische Fäulnisgeruch entsteht durch Schwefelwasserstoff (H2S), den sulfatreduzierende Bakterien bei der chemischen Reduktion oxidierter Schwefelverbindungen erzeugen. Während aerob lebende Organismen wie Pflanzen, Tiere und die meisten Pilze Sauerstoff zu Wasser reduzieren (O2 + 4 {H} → 2 H2O), können Sulfatreduzierer Schwefelverbindungen, insbesondere Sulfat, als Elektronenakzeptor nutzen: SO42− + 8 {H} + H+ → HS− + 4 H2O. Die Deltaproteobakterien führen damit zentrale Funktionen im natürlichen Schwefelkreislauf aus. Mit ihrem Stoffwechsel reduzieren sie das durch geochemische Prozesse oder bakterielle Sulfid- und Schwefel-Oxidation gebildete Sulfat wieder zu H2S.

## Wichtige Gattungen
Neben den Sulfatreduzierern zählen zu den Deltaproteobacteria auch einige der ungewöhnlichsten Bakterien: Bdellovibrio beispielsweise macht als einzelnes Bakterium Jagd auf andere Bakterien. Myxobakterien (Myxococcales) sind dagegen in der Lage, einem Wolfsrudel gleich kooperativ andere Bakterien zu überwältigen und sich von diesen zu ernähren. Ist die Nahrungsgrundlage erschöpft, bilden Myxobakterien multizelluläre, komplizierte „Fruchtkörper“ und resistente Sporen aus. Sie sind die komplexesten aller bisher bekannten Bakterien und stehen an der Schwelle zur Mehrzelligkeit.
Andere wichtige Gattungen der Deltaproteobacteria sind Desulfovibrio und Geobacter.

## Systematik

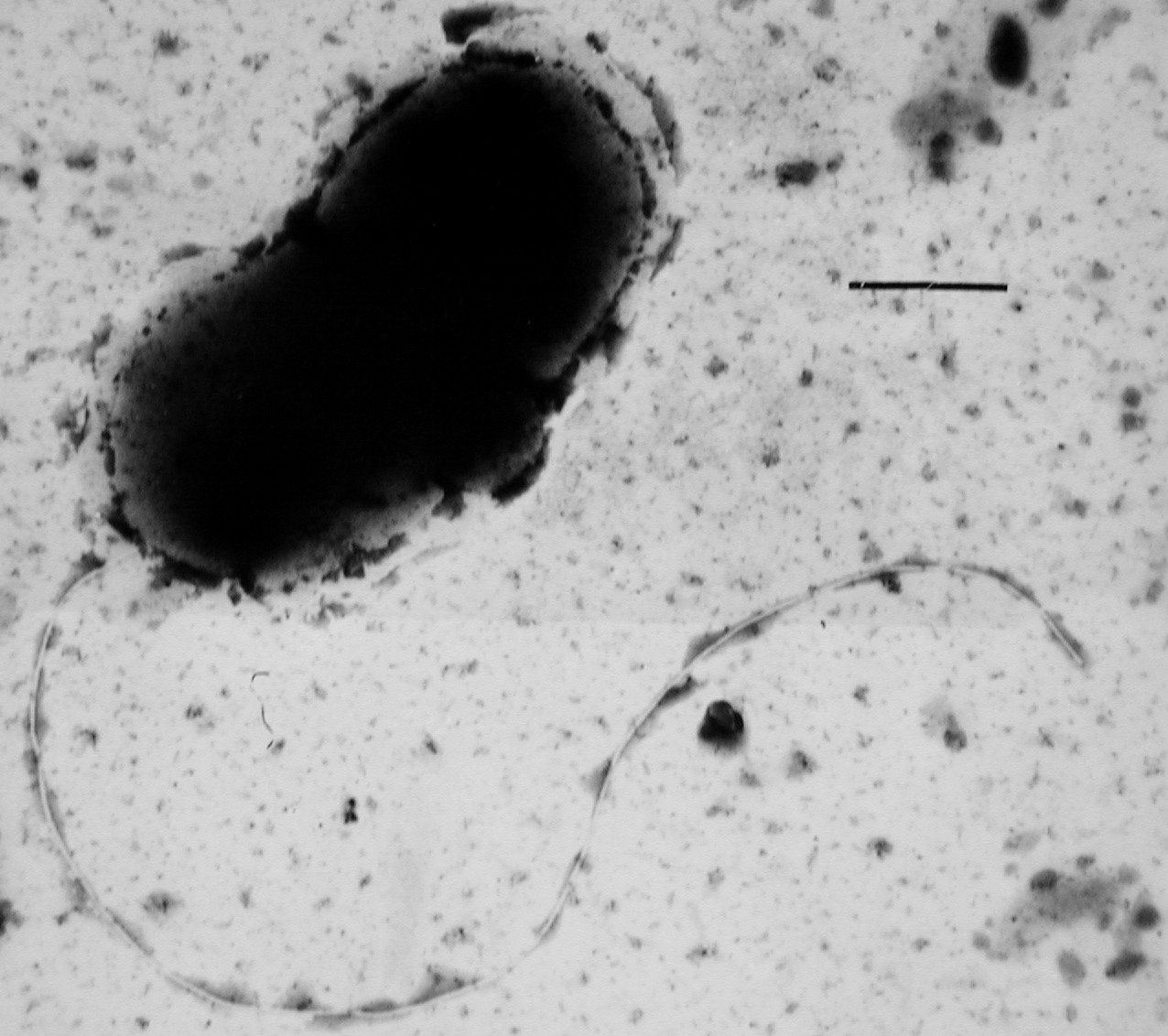
Nitratisesulfovibrio vulgaris (Desulfovibrionales)

Zu den Deltaproteobacteria gehören nach der (autoritativen) List of Prokaryotic names with Standing in Nomenclature (LPSN) die folgenden Ordnungen (Stand: 16. Dezember 2023):
- „Candidatus Acidulidesulfobacterales“ corrig. Tan et al. 2019 (syn. „Ca. Acidulodesulfobacterales“" Tan et al. 2019(N))
- „Candidatus Adiutricales“ Waite et al. 2020
- Bradymonadales Wang et al. 2015(N)
- Deferrisomatales Waite et al. 2020
- Desulfarculales corrig. Kuever et al. 2006
- Desulfobacterales Kuever et al. 2006
- „Candidatus Desulfofervidales“ Waite et al. 2020
- Desulfovibrionales Kuever et al. 2006
- Desulfurellales Kuever et al. 2006
- Desulfuromonadales corrig. Kuever et al. 2006 (syn. Desulfuromonales Kuever et al. 2006)
- Dissulfuribacterales Waite et al. 2020
- Myxococcales Tchan et al. 1948
- Syntrophobacterales Kuever et al. 2006
- Syntrophorhabdales Waite et al. 2020
- SAR324-Cluster(N) – Klade (in der GTDB eine Ordnung, s. u.) mit provisorischem Namen (nicht in der LPSN)

Dazu kommen zahlreiche bisher noch nicht sicher eingeordnete Isolate.
Umgruppierungen:
- Bdellovibrionales Garrity et al. 2006 → Oligoflexia Nakai et al. 2014 (Pseudomonadota)[3]
- „Candidatus Anaeroferrophilales“ corrig. Murphy et al. 2021[A. 1] → „Ca. Anaeroferrophilia“" corrig. Murphy et al. 2021 (Pseudomonadota)[4]
- „Candidatus Anaeropigmentatales“ corrig. Murphy et al. 2021[A. 2] → „Ca. Anaeropigmentatia“ Murphy et al. 2021 (Pseudomonadota)[5]
- „Candidatus Zymogenales“ Murphy et al. 2021corrig. Murphy et al. 2021[A. 3] → „Ca. Zymogenia“ Murphy et al. 2021 (Pseudomonadota)[6]

–––––

- N – (ebenfalls) in der Taxonomie des National Center for Biotechnology Information (NCBI)[2]

In der Genome Taxonomy Database (GTDB) ist die Klasse Deltaproteobacteria wie folgt aufgeteilt:
- Phylum Myxococcota (GTDB: Nachfolger der Deltaproteobacteria, im Rang hochgestuft)
  - Klasse Bradymonadia (Bradymonadales)
  - Klasse Myxococcia (Myxococcales)(N)
- Phylum Bdellovibrionota
  - Klasse Bdellovibrionia (Bdellovibrionales)
- Phylum Campylobacterota (inkl. der bisherigen Epsilonproteobacteria)
  - Klasse Desulfurellia (Desulfurellales)(N)
- Phylum Desulfobacterota (synonym Thermodesulfobacteriota und „Thermodesulfobacteraeota“(N))[A. 4]
  - Klasse Desulfarculia (Ca. Adiutricales, Desulfarculales)(N)
  - Klasse Desulfobacteria (Desulfobacterales)(N)
  - Klasse Desulfofervidia (Ca. Desulfofervidales)(N)
  - Klasse Desulfovibrionia (Desulfovibrionales)(N)
  - Klasse Dissulfuribacteria (Dissulfuribacterales)(N)
  - Klasse Syntrophobacteria (Syntrophobacterales)(N)
  - Klasse Zygmogenia (Zymogenales)
- Phylum Desulfobacterota_B
- Phylum Desulfobacterota_C
  - Klasse Deferrisomatia (Deferrisomatales)(N)
- Phylum Desulfobacterota_D
- Phylum Desulfobacterota_E
  - Klasse Ca. Anaeroferrophillalia (Ca. Anaeroferrophillales)(N)
- Phylum Desulfobacterota_F
  - Klasse Desulfuromonadia (Desulfuromonadales/Desulfuromonales)(N)
- Phylum Desulfobacterota_G
  - Klasse Syntrophorhabdia (Syntrophorhabdales)(N)
- Phylum p__SAR324
  - Klasse c__SAR324 (o__SAR324, o__XYD2-FULL-50-16[A. 5])
- Phylum p__SZUA-79
  - Klasse c__SZUA-79 (Acidulidesulfobacterales/Acidulodesulfobacterales)

–––––

- N – (ebenfalls) in der Taxonomie des National Center for Biotechnology Information (NCBI), allerdings ohne die Abspaltungen vom Phylum Desulfobacterota/Thermodesulfobacteriota, aber mit einer Rumpfklasse Deltaproteobacteria inkl. der „Ca. Acidulidesulfobacterales“, der Bradymonadales und dem SAR324-Cluster.[2]